# 王陵 (西汉)
王陵（前3世纪?—前180年），秦末漢初沛人。汉朝时，封安国侯，谥武。

## 生平
他出身沛县門閥，汉高祖劉邦微时，对王陵如兄長一樣尊敬。刘邦起兵攻陷咸陽，王陵集合数千兵占据南陽，不愿跟随刘邦。刘邦与項羽作战，當時王陵的母亲在项羽营中，她为了使王陵归顺漢王，伏剑自殺。項羽大怒将王陵母親的屍體烹煮。王陵于是归顺刘邦。另有一说是王陵在刘邦起兵初期就在丰县加入刘邦，并平定东郡和南阳，跟随刘邦攻入咸阳，之后回到丰县坚守，并参与彭城之战，护送汉惠帝和鲁元公主逃离项羽军。
高祖六年（前201年）八月，封为安国侯，五千户，以其初不欲从刘邦，且与刘邦仇人雍齿交厚，故晚封。
汉惠帝六年，相国曹参去世後，王陵为右丞相、陳平为左丞相。
漢惠帝駕崩後，呂太后想立呂產、呂祿等為諸侯王，於是詢問王陵意見，王陵說：「高皇帝殺白馬而立約說：『不是我劉家子弟而稱王的，天下人要共同討伐他』。現在讓呂家人稱王，是違約。」呂太后很生氣，又去問陳平與周勃，陳平跟周勃卻說：「過去高皇帝平定天下，所以讓劉姓子弟稱王。現在是太后臨朝稱制，想要讓呂姓子弟稱王，也沒甚麼不對的。」太后大喜。王陵責備陳平、周勃：「高皇帝當年歃血而盟的時候，各位不在麼？現在高帝駕崩，太后以女子身分統治天下，就想要讓呂家人當王，就算你們認為盟誓沒甚麼好遵守的，但你們死後有甚麼臉去見高皇帝呢？」陳平說：「在朝廷上當面辯論，臣不如您。保全國家，安定劉家後人，您不如臣。」王陵無言以對。事後，呂太后假意提升王陵為太傅，實際上拔除其權，明升暗貶。王陵生氣，稱病辭職。王陵被免除丞相職務後，呂太后就調任陳平為右丞相，任命辟陽侯審食其為左丞相。
呂后八年（前180年）王陵去世。谥号武侯。哀侯王忌继位安国侯。安国侯传至王陵玄孫因酎金事件断絶。

## 軼事
秦末時，秦國御史張蒼追隨劉邦，但不久即因觸犯軍法，被判斩首，适逢王陵路过，见张苍高大、白皙而俊美，向刘邦请求赦免其罪。张苍認為王陵是救命恩人，奉王陵如父，數十年如一日。張蒼拜相后，王陵已死，張蒼仍每天先去向王陵夫人问安，并伺候夫人用餐完畢，才回家。

## 参看
- 安固县 (唐朝)
- 王陵母墓

## 延伸阅读
[在维基数据编辑]
 《史記/卷056》，出自司馬遷《史記》
 《漢書·卷040》，出自班固《漢書》